# Reformationen i Danmark-Norge

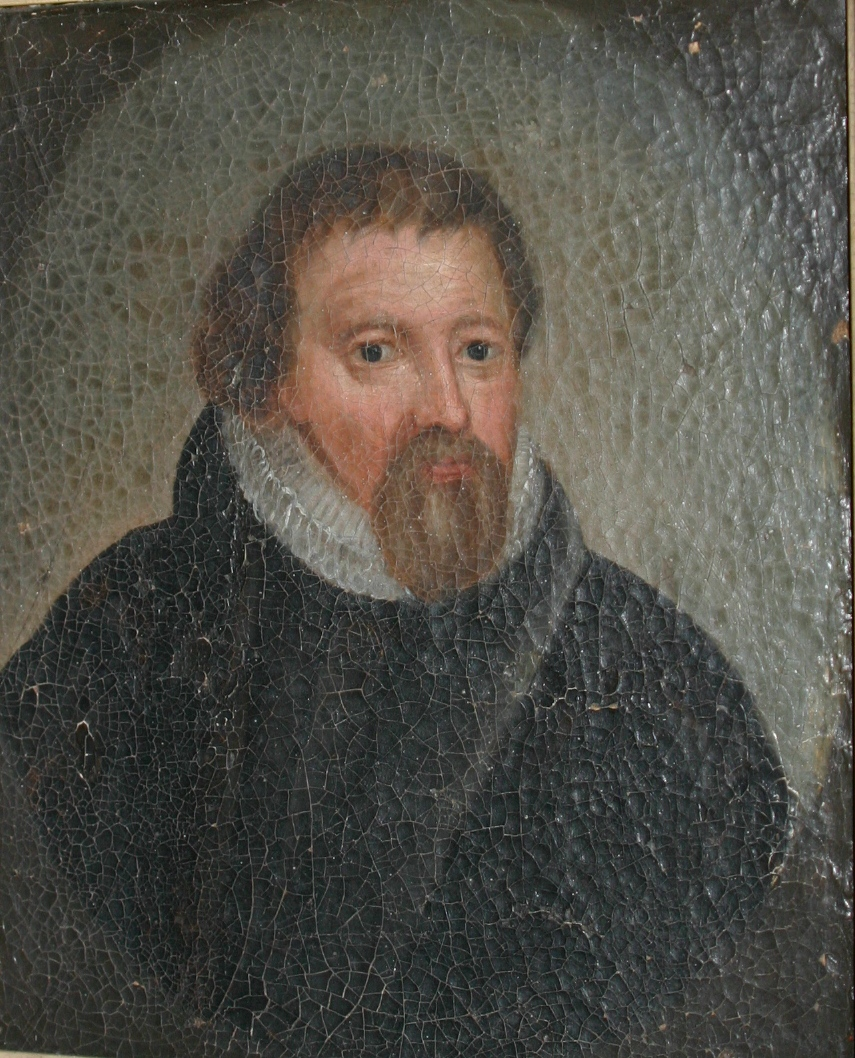
Hans Tausen var en dansk reformator.

Reformationen i Danmark-Norge var en process genom vilken Danmark-Norge bröt med katolska kyrkan och etablerade den Danska folkkyrkan år 1536. Det var en del av den protestantiska reformationen i Europa.

## Historik
Protestantismen infördes inte som en del av någon folklig rörelse, utan genomfördes uppifrån, som en del av monarkens behov av att skapa en nationell kyrka och därmed få full kontroll över staten. Danmark hade på 1530-talet befunnit sig i en lång period av instabilitet och kungen fick erövra tronen efter långa stridigheter och hade behov av att säkra sin makt. 
Reformationen genomfördes direkt efter Kristian III:s maktövertagande och intåg i Köpenhamn i augusti 1536. Den nya kungen lät fängsla biskoparna som var församlade i Köpenhamn av politiska skäl och konfiskera deras kyrkogods. Han inbjöd sedan Johannes Bugenhagen för att utforma en ny kyrkoordning i luthersk form, som godkändes av riksrådet. I augusti 1537 kröntes den nya kungen och i september insattes lutheraner som landets nya biskopar, som sedan införde de nyligen antagna reformerna i sina respektive biskopsdömen. 
Bibeln översattes, prästerna övergav latinet, själamässor upphörde, helgonbilder rensades ur kyrkorna och kyrkogods konfiskerades. Klostren stängdes generellt inte på något brutalt sätt: de tilläts dö ut på naturligt sätt genom att de förbjöds acceptera nya medlemmar, och när dess sista medlem avled drogs klostren in till kronan.